# Hélder Postiga
 (novembre 2023).
Si vous disposez d'ouvrages ou d'articles de référence ou si vous connaissez des sites web de qualité traitant du thème abordé ici, merci de compléter l'article en donnant les références utiles à sa vérifiabilité et en les liant à la section « Notes et références ».
Hélder Manuel Marques Postiga, né le 2 août 1982 à Vila do Conde au Portugal est un ancien footballeur international portugais. Son poste de prédilection était attaquant.

## Biographie

### En club
Helder Postiga est issu du centre de formation du FC Porto. Octávio Machado le lance dans le monde professionnel durant la saison 2001-2002 et il devient un élément important du FC Porto dès la saison suivante. Il se montre décisif, notamment lors de la demi-finale retour de la Coupe UEFA 2002-2003 où il signe un Doublé contre la Lazio de Rome (score final de 4-1). 
Il est ensuite transféré au club londonien de Tottenham mais il ne s'adapte pas au football anglais et revient la saison suivante (2004-2005) dans son club formateur. Il se brouille avec l'entraîneur Co Adriaanse lors de la saison 2005-2006 et doit s'exiler au mercato d'hiver à l'AS Saint-Étienne où il est prêté 6 mois. Il effectue un retour tonitruant lors de la première moitié de la saison 2006-2007 sous les ordres de Jesualdo Ferreira, mais il s'efface lors de la seconde moitié de la saison. Il perd sa place de titulaire, il n'arrive plus à la reprendre lors de la saison 2007-2008 et il part en prêt au Panathinaïkos d'Athènes pour avoir un plus gros temps de jeu en vue d'être sélectionné pour l'Euro 2008.
Helder Postiga est un attaquant de type « 9.5 », c'est-à-dire qu'il décroche souvent et participe beaucoup au jeu. Il possède une très bonne technique et possède une bonne puissance de frappe. Son mauvais caractère et son faible mental sont ses principaux défauts ; il a besoin de la confiance des supporters, de ses coéquipiers et de son entraîneur pour donner le meilleur de lui-même.
Le 1er juin 2008, il signe un contrat de trois ans avec le Sporting Portugal. 
Le 31 août 2011, il est transféré au Real Saragosse pour un million d'euros.
Le 8 août 2013, il signe un contrat de deux ans avec le Valence CF. Avec l'arrivée en 2010 de Paulo Bento, Helder Postiga redevient le titulaire à la pointe de l'attaque portugaise. En janvier 2014, il est prêté à la Lazio Rome.
Le 28 juillet 2015, après avoir évolué dans de nombreux clubs en Europe, dont Saint-Etienne, Porto, Valence ou la Lazio Rome, Helder Postiga quitte le Vieux Continent pour rejoindre l'Inde et sa Super League. L'attaquant portugais s'y engage avec le tenant du titre : l'Atletico Kolkata. Il commence son aventure indienne par un doublé face au Chennaï FC.

### En sélection
Hélder Postiga honore sa première sélection avec l'équipe nationale du Portugal le 12 février 2003, à l'occasion d'un match amical contre l'Italie. Il entre en jeu à la place de Tiago et son équipe s'incline par un but à zéro. L'année suivante, il dispute son premier tournoi international lors de l'Euro 2004 où il inscrit un but face à l'Angleterre en 1/4 de finale. 
Il récidive lors de l'Euro 2008 avec un but face à l'Allemagne en 1/4 de finale puis à l'Euro 2012 face au Danemark au premier tour. 
International, il dispute 71 matchs et marque 27 buts sous le maillot du Portugal de 2003 à 2014.

## Carrière
| Période                | Club                 | Pays       |
| 1999 - 2001            | FC Porto B           | Portugal   |
| 2001 - 2003            | FC Porto             | Portugal   |
| 2003 - 2004            | Tottenham Hotspur    | Angleterre |
| 2004 - janv. 2006      | FC Porto             | Portugal   |
| janv. 2006 - juin 2006 | AS Saint-Étienne     | France     |
| 2006 - janv. 2008      | FC Porto             | Portugal   |
| janv. 2008 - 2008      | Panathinaïkos        | Grèce      |
| 2008 - 2011            | Sporting CP          | Portugal   |
| 2011 - 2013            | Real Saragosse       | Espagne    |
| 2013 - 2014            | Valence CF           | Espagne    |
| janv. 2014 - 2014      | Lazio Rome           | Italie     |
| 2014 - 2015            | Deportivo La Corogne | Espagne    |
| 2015 -                 | Atlético de Kolkata  | Inde       |

## Palmarès
| Année                    | Titre                                   | Club/Sélection          | Pays     |
| 2003                     | Vainqueur de la Coupe UEFA              | FC Porto                | Portugal |
| 2004                     | Vainqueur de la Coupe intercontinentale | FC Porto                | Portugal |
| 2003, 2006, 2007 et 2008 | Champion du Portugal                    | FC Porto                | Portugal |
| 2003 et 2006             | Vainqueur de la Coupe du Portugal       | FC Porto                | Portugal |
| 2004, 2006 et 2008       | Vainqueur de la Supercoupe du Portugal  | FC Porto et Sporting CP | Portugal |
| 2004                     | Finaliste de l'Euro 2004                | Portugal                |          |
| 2007                     | Finaliste de la Supercoupe du Portugal  | FC Porto                | Portugal |
| 2009                     | Finaliste de la Carlsberg Cup           | Sporting CP             | Portugal |

### Buts en sélection
| Buts en sélection de Hélder Postiga | Buts en sélection de Hélder Postiga | Buts en sélection de Hélder Postiga    | Buts en sélection de Hélder Postiga | Buts en sélection de Hélder Postiga | Buts en sélection de Hélder Postiga | Buts en sélection de Hélder Postiga     |
| #                                   | Date                                | Lieu                                   | Adversaire                          | Score                               | Résultats                           | Compétitions                            |
| ----------------------------------- | ----------------------------------- | -------------------------------------- | ----------------------------------- | ----------------------------------- | ----------------------------------- | --------------------------------------- |
| 1                                   | 13 juin 2003                        | Estádio Nacional, Lisbonne             | Bolivie                             | 3-0                                 | 4-0                                 | Match amical                            |
| 2                                   | 13 juin 2003                        | Estádio Nacional, Lisbonne             | Bolivie                             | 4-0                                 | 4-0                                 | Match amical                            |
| 3                                   | 5 juin 2004                         | Estádio do Bonfim, Setúbal             | Lituanie                            | 4-1                                 | 4-1                                 | Match amical                            |
| 4                                   | 24 juin 2004                        | Estádio da Luz, Lisbonne               | Angleterre                          | 1-1                                 | 2-2 a.p., 6-5 aux pénaltys          | Euro 2004                               |
| 5                                   | 8 septembre 2004                    | Estádio Dr. Magalhães Pessoa, Leiria   | Estonie                             | 2-0                                 | 4-0                                 | Éliminatoires de la Coupe du monde 2006 |
| 6                                   | 8 septembre 2004                    | Estádio Dr. Magalhães Pessoa, Leiria   | Estonie                             | 4-0                                 | 4-0                                 | Éliminatoires de la Coupe du monde 2006 |
| 7                                   | 26 mars 2005                        | Estádio Cidade de Barcelos, Barcelos   | Canada                              | 3-0                                 | 4-1                                 | Match amical                            |
| 8                                   | 30 mars 2005                        | Tehelné Pole, Bratislava               | Slovaquie                           | 1-1                                 | 1-1                                 | Éliminatoires de la Coupe du monde 2006 |
| 9                                   | 17 août 2005                        | Estádio de São Miguel, Ponta Delgada   | Égypte                              | 2-0                                 | 2-0                                 | Match amical                            |
| 10                                  | 2 juin 2007                         | Stade Roi Baudouin, Bruxelles          | Belgique                            | 2-1                                 | 2-1                                 | Éliminatoires Euro 2008                 |
| 11                                  | 19 juin 2008                        | St. Jakob-Park, Bâle                   | Allemagne                           | 2-3                                 | 2-3                                 | Euro 2008                               |
| 12                                  | 12 octobre 2010                     | Laugardalsvollur, Reykjavik            | Islande                             | 3-1                                 | 3-1                                 | Éliminatoires Euro 2012                 |
| 13                                  | 17 novembre 2010                    | Estádio da Luz, Lisbonne               | Espagne                             | 2-0                                 | 4-0                                 | Match amical                            |
| 14                                  | 17 novembre 2010                    | Estádio da Luz, Lisbonne               | Espagne                             | 3-0                                 | 4-0                                 | Match amical                            |
| 15                                  | 4 juin 2011                         | Estádio da Luz, Lisbonne               | Norvège                             | 1-0                                 | 1-0                                 | Éliminatoires Euro 2012                 |
| 16                                  | 10 août 2011                        | Estádio Algarve, Algarve               | Luxembourg                          | 1-0                                 | 5-0                                 | Match amical                            |
| 17                                  | 7 octobre 2011                      | Estádio do Dragão, Porto               | Islande                             | 3-0                                 | 5-3                                 | Éliminatoires Euro 2012                 |
| 18                                  | 15 novembre 2011                    | Estádio da Luz, Lisbonne               | Bosnie-Herzégovine                  | 4-2                                 | 6-2                                 | Barrages Euro 2012                      |
| 19                                  | 15 novembre 2011                    | Estádio da Luz, Lisbonne               | Bosnie-Herzégovine                  | 6-2                                 | 6-2                                 | Barrages Euro 2012                      |
| 20                                  | 13 juin 2012                        | Arena Lviv, Lviv                       | Danemark                            | 2-0                                 | 3-2                                 | Euro 2012                               |
| 21                                  | 7 septembre 2012                    | Stade Josy Barthel, Luxembourg         | Luxembourg                          | 2-1                                 | 2-1                                 | Éliminatoires de la Coupe du monde 2014 |
| 22                                  | 11 septembre 2012                   | Estádio Municipal de Braga, Braga      | Azerbaïdjan                         | 2-0                                 | 3-0                                 | Éliminatoires de la Coupe du monde 2014 |
| 23                                  | 16 octobre 2012                     | Estádio do Dragão, Porto               | Irlande du Nord                     | 1-1                                 | 1-1                                 | Éliminatoires de la Coupe du monde 2014 |
| 24                                  | 6 février 2013                      | Estádio D. Afonso Henriques, Guimarães | Équateur                            | 2-1                                 | 2-3                                 | Match amical                            |
| 25                                  | 22 mars 2013                        | Ramat Gan Stadium, Ramat Gan           | Israël                              | 2-3                                 | 3-3                                 | Éliminatoires de la Coupe du monde 2014 |
| 26                                  | 7 juin 2013                         | Estádio da Luz, Lisbonne               | Russie                              | 1-0                                 | 1-0                                 | Éliminatoires de la Coupe du monde 2014 |
| 27                                  | 15 octobre 2013                     | Estádio Cidade de Coimbra, Coimbra     | Luxembourg                          | 3-0                                 | 3-0                                 | Éliminatoires de la Coupe du monde 2014 |